# Коршуно
Коршуно — деревня в Торопецком районе Тверской области. Входит в Плоскошское сельское поселение.

## География
Расположена примерно в 9,6 километрах к северу от села Плоскошь.

## История
В конце XIX — начале XX века входила в Холмский уезд Псковской губернии